# Литовская киностудия
Лито́вская киносту́дия (лит. Lietuvos kino studija) — киностудия, занимавшаяся производством художественных, анимационных и документальных фильмов и телесериалов. 
На киностудии было создано свыше 2000 художественных и документальных фильмов. Предоставляла свою производственную базу и павильоны литовским и иностранным кинокомпаниям для съёмок. В студии работали более 150 сотрудников. Директор киностудии Рамунас Шкикас.

## История
Была основана под названием «Каунасская киностудия» в 1940 году в Каунасе, Литовская ССР. В 1949 году была переведена в Вильнюс и стала называться «Литовская киностудия хроникально-документальных фильмов».
Во время Второй мировой войны студия была закрыта. После освобождения Литвы советскими войсками в 1944 году была восстановлена. С 1944 по 1954 год называлась «Литовская киностудия художественных и хроникально-документальных фильмов». C 1956 года стала носить современное название («Литовская киностудия», Lietuvos kino studija).
В 1947—1956 годах работала совместно с другими киностудиями СССР (в Москве, Ленинграде). В 1957 году режиссёром В. Микалаускасом и оператором А. Моцкусом был создан первый самостоятельный фильм «Голубой горизонт». В 1964 году были построены павильоны студии (в районе Антакальнис). К 1986 году на Литовской киностудии было снято 93 художественных фильма, 338 документальных фильмов, не считая 1490 выпусков киножурнала «Советская Литва», 2 мультфильма. Киностудия также дублировала на литовский язык 800 художественных фильмов.
Среди режиссёров, работавших на Литовской киностудии, можно отметить таких кинематографистов как Витаутас Жалакявичюс (1930—1996), Арунас Жебрюнас (1930—2013), Раймондас Вабалас (1937—2001), Альгирдас Араминас (1931—1999), Марионас Гедрис (1933—2011), Альмантас Грикявичюс (1935—2011), Альгимантас Пуйпа (род. 1951).
После вступления Литвы в Евросоюз многие западные киностудии стали на базе Литовской киностудии снимать фильмы и сериалы, поскольку это им обходилось намного дешевле, чем съемки у себя.
Вследствии нескольких афер с недвижимостью студия была на грани банкротства в 2015-2017 годах.

## Выпущенные фильмы
- См: Список фильмов Литовской киностудии
- См: Список мультфильмов Литовской киностудии

### Литовская ССР
- 1947 — Марите / Marytė
- 1953 — Над Неманом рассвет / Aušra prie Nemuno
- 1956 — Игнотас вернулся домой[лит.] / Ignotas grįžo namo
- 1956 — Мост / Tiltas
- 1957 — Голубой горизонт[лит.] / Žydrasis horizontas
- 1957 — Пока не поздно[лит.] / Kol nevėlu...
- 1959 — Адам хочет быть человеком / Adomas nori būti žmogumi
- 1959 — Юлюс Янонис / Julius Janonis
- 1960 — Живые герои / Gyvieji didvyriai
- 1961 — Канонада / Kanonada
- 1961 — Когда сливаются реки / Kai susilieja upės
- 1962 — Шаги в ночи / Žingsniai naktį
- 1962 — Чужие / Svetimi
- 1963 — Хроника одного дня / Vienos dienos kronika
- 1964 — Марш! Марш! Тра-та-та! / Marš, marš, tra-ta-ta!
- 1965 — Девочка и эхо (Последний день каникул) / Paskutinė atostogų diena
- 1965 — Никто не хотел умирать / Niekas nenorėjo mirti
- 1965 — Ночи без ночлега / Naktys be nakvynės
- 1966 — Лестница в небо / Laiptai į dangų
- 1966 — Маленький принц (считается первой в мире экранизацией сказки, в том же 1966 году в ГДР вышел телефильм по произведению)
- 1967 — Поворот / Posūkis
- 1968 — Когда я был маленьким / Kai aš mažas buvau
- 1968 — Чувства / Jausmai
- 1969 — Красавица / Gražuolė
- 1970 — Вся правда о Колумбе / Visa teisybė apie Kolumbą
- 1970 — Мужское лето / Vyrų vasara
- 1971 — Раны земли нашей / Žaizdos žemės mūsų
- 1971 — Камень на камень / Akmuo ant akmens
- 1971 — Маленькая исповедь / Maža išpažintis
- 1972 — Геркус Мантас / Herkus Mantas
- 1972 — Это сладкое слово — свобода! (совместно с киностудией «Мосфильм»)
- 1973 — Куда уходят сказки / Kur iškeliauja pasakos
- 1973 — Полуночник[лит.] / Naktibalda
- 1973 — Весёлые истории / Linksmos istorijos
- 1973 — Подводя черту / Ties riba
- 1974 — Расколотое небо[лит.] / Perskeltas dangus
- 1974 — Садуто туто[лит.] / Sadūto tūto
- 1974 — Чёртова мельница / Velnio nuotaka
- 1975 — Бубенчик[лит.] / Žvangutis
- 1975 — День возмездия
- 1976 — Долгое путешествие к морю / Ilga kelionė prie jūros
- 1976 — Потерянный кров / Sodybų tuštėjimo metas
- 1976 — Приключения Калле-сыщика
- 1976 — Смок и Малыш
- 1977 — Обмен / Mainai
- 1977 — Ореховый хлеб
- 1977 — Осень моего детства[лит.] / Mano vaikystės ruduo
- 1977 — Пыль под солнцем
- 1978 — Лицо на мишени / Veidas taikinyje
- 1978 — Парень с рабочей улицы
- 1978 — Цветение несеяной ржи[лит.] / Nesėtų rugių žydėjimas
- 1978 — Маркиз и пастушка / Markizas ir piemenaitė
- 1978 — Не буду гангстером, дорогая[лит.] / Nebūsiu gangsteris, brangioji
- 1979 — Блуждающие огоньки[лит.] / Žaltvykslės
- 1979 — Чёртово семя[лит.] / Velnio sėkla
- 1980 — Андрюс[лит.] / Andrius
- 1980 — Факт / Faktas
- 1981 — Игра без козырей[лит.] / Lošimas be kozirių
- 1981 — Американская трагедия / Amerikietiška tragedija
- 1981 — Медовый месяц в Америке[лит.] / Medaus mėnuo Amerikoje
- 1981 — Рай красного дерева (телесериал)[лит.] / Raudonmedžio rojus
- 1982 — Английский вальс / Anglų valsas
- 1982 — Извините, пожалуйста[лит.] / Atsiprašau
- 1983 — Богач, бедняк… / Turtuolis, vargšas…
- 1983 — Женщина и четверо её мужчин / Moteris ir keturi jos vyrai
- 1983 ― Исповедь его жены / Jo žmonos išpažintis
- 1983 — Полёт через Атлантический океан / Skrydis per Atlantą
- 1983 — Уроки ненависти / Neapykantos pamokos
- 1984 — Вчера и всегда
- 1984 ― Моя маленькая жена / Mano mažytė žmona
- 1984 — Отряд
- 1984 — Столкновение / Susidūrimas
- 1985 — Зодиак
- 1985 — Ночные шёпоты / Nakties paklydėliai
- 1985 ― Электронная бабушка / Elektroninė senelė
- 1986 — Все против одного / Visi prieš vieną
- 1986 — Игра хамелеона / Chameleono žaidimai
- 1986 — Поехал поезд в Бульзибар[лит.] / Traukinys į Bulzibarą
- 1986 — Шестнадцатилетние
- 1987 — Вечное сияние[лит.] / Amžinoji šviesa
- 1987 — Уик-энд в аду / Savaitgalis pragare
- 1987 — Выставка / Parodų rūmai
- 1988 — Железная принцесса[лит.] / Geležinė princesė
- 1988 — Корни травы / Žolės šaknys
- 1988 — Не помню лица твоего / Neatmenu tavo veido
- 1988 ― Туман / Rūkas
- 1988 — Эти… три верные карты… (при участии киностудии «Ленфильм»)
- 1989 — День рыбы[лит.] / Žuvies diena
- 1989 — Лесами приходит осень[лит.] / Miškais ateina ruduo
- 1989 — Вы ждёте ребёнка (документальный)
- 1989 — Действия населения в зоне карантина (документальный)
- 1990 — Дети из отеля «Америка»[лит.] / Vaikai iš Amerikos viešbučio
- 1990 — Марюс / Marius
- 1991 — И там берега песчаные[лит.] / Ir ten krantai smėlėti

### Независимая Литва
- 1995 — Освещённые молнией[лит.] / Žaibo nušviesti
- 1997 — Ожерелье из волчьих зубов[лит.] / Vilko dantų karoliai
- 2007 — Война и мир (телесериал, Италия, Франция, Германия, Россия, Польша)